# Бирен пуч
Биреният пуч или Биреният бунт (на немски: Bierkeller-Putsch, Hitlerputsch) е опит за преврат на 8 ноември 1923 г., започнал в една от най-големите бирарии в Мюнхен – „Бюргербройкелер“, предвождан от Ерих Лудендорф и Адолф Хитлер от Националсоциалистическата германска работническа партия с цел сваляне на местното управление на Бавария и централното правителство на Германия (Ваймарската република). До бунта се стига след успешния поход към Рим на Мусолини и вземането на властта от италианските фашисти. Това дава увереност на Хитлер, че може да повтори успеха му в Германия.
Вечерта на 8 ноември Хитлер заедно с Херман Гьоринг, Алфред Розенберг, Рудолф Хес, Ернст Ханфщенгл, Улрих Граф и др. нахлува в „Бюргербройкелер“, където са се събрали близо 3000 души. Хитлер стреля във въздуха, за да спре шума на тълпата, качва се на стол и извиква „Националната революция избухна! Залата е обградена от 600 мъже. Никой не може да излиза!“ Той заявява, че баварското правителство е свалено и обявява формирането на ново правителство с Ерих Лудендорф. Баварската полиция и Райхсвера в Мюнхен обаче му се противопоставят, а жителите на Мюнхен отказват масово да го последват. До сутринта на 9 ноември бунтът е потушен като въоръжените групи на Националсоциалистическата партия са разпръснати от верните на властите полицаи и войници.
Бунтът и опитът за поход към Берлин завършват неуспешно на 9 ноември в Мюнхен след намеса на полицията. Хитлер успява да избяга, но три дни по-късно е арестуван и обвинен в държавна измяна. Адолф Хитлер и Рудолф Хес са вкарани в затвора с 5-годишни присъди. Адолф Хитлер излежава само 8 месеца, по което време диктува на Хес Моята борба.